# Gregório Orlov
O conde Gregório Grigoryevich Orlov (17 de Outubro de 1734 - 24 de Abril de 1783) foi um nobre russo, amante da imperatriz Catarina, a Grande e pai de dois dos seus filhos.

## Biografia
Gregório era filho de Gregório Orlov, governador de Novgorod. Foi educado no corpo de cadetes em São Petersburgo e começou a sua carreira militar durante a Guerra dos Sete Anos, durante a qual foi ferido em Zorndorf. Enquanto prestava serviço militar na capital como oficial de artilharia, chamou a atenção da então grã-duquesa Catarina Alekseyevna, acabando por liderar a conspiração que levou à queda do marido dela, o czar Pedro III da Rússia.
Após este acontecimento, a imperatriz Catarina elevou-o à posição de conde e tornou-o general-adjunto, diretor-geral dos engenheiros e general-em-chefe. Os dois tiveram dois filhos ilegítimos, Isabel e Alexei que nasceram, respetivamente, em 1761 e 1762. O seu filho recebeu o nome em honra de uma aldeia em Bobriki onde Gregório vivia e dele descendem os condes Bobrinsky. A influência de Orlov atingiu o seu auge quando se descobriu uma conspiração (a conspiração de Khitrovo) que tinha como objetivo assassinar toda a família Orlov. A certa altura, Catarina considerou casar-se com o seu amante, mas o plano nunca seguiu a frente a conselho de Nikita Panin, conselheiro pessoal da imperatriz.
Orlov não era estadista, mas tinha perspicácia, interessava-se bastante pelos acontecimentos da época e provou ser um conselheiro útil e condescendente durante os primeiros anos do reinado de Catarina. Tratou da questão da melhoria das condições de vida dos servos e da sua libertação parcial com entusiasmo, tanto pelo seu patriotismo como por razões financeiras. Como presidente da Sociedade da Economia Livre, também foi o interveniente mais importante da grande comissão de 1767, apesar de ter como único interesse agradar a imperatriz que tinha grandes projetos liberais no início do reinado.
Também foi um dos primeiros propagandistas da ideia eslavófila de libertar os cristãos ortodoxos do domínio otomano. No ano de 1771, foi enviado na categoria de primeiro plenipotenciário russo ao congresso de Focşani, mas não conseguiu cumprir a sua missão, em parte devido à teimosia dos otomanos e, em parte, segundo Panin, devido à sua própria insolência. Quando regressou ao seu Palácio de Mármore sem permissão, descobriu que Catarina o tinha trocado pelo jovem Potemkin.
Para conseguir reconquistar o afeto de Catarina, Gregório ofereceu-lhe um dos maiores diamantes do mundo, conhecido até aos dias de hoje por Diamante Orlov. Quando Potemkin o substituiu na governação de Vasil'chikov em 1771, Gregório passou a não ter qualquer poder na corte e foi viver para o estrangeiro durante alguns anos. Regressou à Rússia alguns meses antes da sua morte que aconteceu perto de Moscovo em 1783. Algum tempo antes de morrer tinha enlouquecido. Nos seus últimos anos de vida tinha-se casado com a sua sobrinha, Madame Zinovyeva, mas não teve filhos deste casamento.

## Descendência
- Isabel Alexandrovna Alexeeva (1761–1844), casada com Friedrich Maximilian Klinger.
- Alexei Grigorievich Bobrinsky (11 de Abril de 1762 - 20 de Junho de 1813), casado com a condessa Anna Dorothea von Ungern-Sternberg; com descendência.